# André Stafleu
André Stafleu (Leidschendam, 21 februari 1955) is een voormalig Nederlands profvoetballer die speelde voor Feyenoord, Excelsior, Vitesse, Willem II en Haarlem. Daarna werd hij voetbaltrainer en zwierf daardoor over de gehele wereld. Als speler stond Stafleu het langst onder contract bij Feyenoord, 10¼ jaar, van juli 1975 tot en met oktober 1985 (seizoenen 1975/1976 tot en met 1ste trimester competitie 1985/1986). Zijn debuut maakte hij samen met Ben Wijnstekers op 7 juni 1976 in de 34ste en laatste speelronde van het seizoen 1975/1976 in de wedstrijd Feyenoord-De Graafschap 8-0, de laatste wedstrijd van Stafleu voor Feyenoord was in de 1ste competitiehelft van het seizoen 1985/1986 op 20 oktober 1985, de wedstrijd Feyenoord-FC Twente 2-1. Inmiddels werkt hij in de Rotterdamse haven en woont in Barendrecht. Vanaf seizoen 2015-2016 was hij trainer van zaterdag 3e klasser RCSV Zestienhoven te Rotterdam. Daarna was hij trainer van SV Slikkerveer te Ridderkerk. Gedurende het seizoen 2022/23 werd Stafleu interim-trainer bij SC Feyenoord.
Sinds januari 2025 is hij werkzaam bij FC Tida in China.

## Carrière
| seizoen | club      | competitie     | wed. | goals |
| ------- | --------- | -------------- | ---- | ----- |
| 1975/76 | Feyenoord | Eredivisie     | 1    | 0     |
| 1976/77 | Feyenoord | Eredivisie     | 0    | 0     |
| 1977/78 | Feyenoord | Eredivisie     | 0    | 0     |
| 1977/78 | Excelsior | Eerste divisie | 13   | 0     |
| 1978/79 | Feyenoord | Eredivisie     | 28   | 0     |
| 1979/80 | Feyenoord | Eredivisie     | 28   | 1     |
| 1980/81 | Feyenoord | Eredivisie     | 26   | 0     |
| 1981/82 | Feyenoord | Eredivisie     | 29   | 2     |
| 1982/83 | Feyenoord | Eredivisie     | 28   | 1     |
| 1983/84 | Feyenoord | Eredivisie     | 24   | 3     |
| 1984/85 | Feyenoord | Eredivisie     | 24   | 1     |
| 1985/86 | Vitesse   | Eerste divisie | 20   | 0     |
| 1986/87 | Vitesse   | Eerste divisie | 34   | 1     |
| 1987/88 | Willem II | Eredivisie     | 24   | 0     |
| 1988/89 | Haarlem   | Eredivisie     | 30   | 0     |
| 1989/90 | Haarlem   | Eredivisie     | 29   | 0     |
| 1990/91 | Haarlem   | Eerste divisie | 17   | 0     |

## Erelijst
Feyenoord
- Landskampioen

1983/84
- KNVB Beker

1979/80, 1983/84